# 145
Glej tudi: število 145
145 (CXLV) je bilo navadno leto, ki se je po julijanskem koledarju začelo na četrtek.

## Dogodki
- 1. januar

## Rojstva
- Septimij Sever, rimski cesar